# Delirious?
Delirious? fue una banda de rock cristiano formada en 1992 en West Sussex, Inglaterra, nominada a un Grammy, ganadora de varios premios Dove y pionera del movimiento modern worship a nivel mundial. La alineación principal fue con Martin Smith en voz y guitarra, Stuart Garrard en guitarra y coros, Jon Thatcher en el bajo, Tim Jupp en el piano y Stew Smith en batería y percusiones.
La banda tuvo varios miembros entre 1992 y 1996 antes de que tomaran la decisión de convertirse en un grupo a tiempo completo. Entre 1997 y 2001 Delirious? dirigía la mayoría de sus trabajos a un público general, con varios sencillos alcanzando el Top 40 de las listas musicales del Reino Unido. Sin embargo, entre 2003 y 2009 la atención se centró principalmente en el mercado CCM (Contemporary Christian Music).
Durante los últimos años la banda comenzó a poner en sus letras un fuerte énfasis en las cuestiones humanitarias, involucrándose también en varios proyectos sociales en la ciudad de Bombay. El baterista Stew Smith dejó la banda a finales de abril de 2008 y se anunció a través de un comunicado de prensa en julio del mismo año que Delirious? se embarcaría en una pausa indefinida y permanente con el fin de centrarse en nuevos proyectos. El 29 de noviembre de 2009 la banda realizó su último concierto frente a una multitud en el Hammersmith Apollo de la ciudad de Londres, disolviéndose oficialmente.

## Historia

### Orígenes: los años Cutting Edge (1992 – 1996)
Los orígenes de Delirious? se remontan a 1992. Los primeros miembros de la banda Tim Jupp y Martin Smith se hicieron amigos mientras trabajaban en un viejo estudio de West Sussex. Con el tiempo se unieron a Stew Smith, un diseñador gráfico que tenía los mismos sueños y aspiraciones que ellos. Formaron una banda, y junto a otros tres destacados músicos empezaron a tocar en un evento llamado ‘‘Cutting Edge’’, el cual era impulsado por la Comunidad Arun una iglesia de Littlehampton a la cual pertenecían.

Con el tiempo Cutting Edge se popularizó lo que llevó al banda a tocar a lo largo de la costa sur de Inglaterra en eventos mensuales en Portsmouth y Southampton. Los eventos en Portsmouth solo duraron un año, mientras que en el Central Hall de Southampton tuvieron una duración aproximada de tres años. El grupo se mantuvo como la banda principal de los eventos Cutting Edge y comenzaron a grabar y a lanzar material.
Durante este periodo la alineación comenzó a tomar forma. Finalmente la guitarra fue ocupada por Stuart Garrard poco después del lanzamiento del primer EP de la banda, mientras que Jon Thatcher se convirtió en el bajista permanente en el lanzamiento del cuarto EP.
Un punto de inflexión Llegó en 1995 cuando Martin Smith, su esposa Anna y Jon Thatcher, estuvieron involucrados en un accidente de tránsito. Jon y Anna resultaron ilesos, pero Martin fue hospitalizado por varias semanas con los huesos rotos. En el hospital Smith pasó por un periodo de depresión, antes de tomar la decisión de convertirse en un músico a tiempo completo. En este punto Delirious? nació conceptualmente.
La música de la banda empezó a ser conocida en varias ciudades aledañas y creció la demanda de grabaciones. En 1996 se habían vendido ya más de setenta mil EPs de pedidos por correo. Este periodo también fue registrado en un álbum en vivo titulado Live and in the Can, lanzado a finales de ese año.

### Tomando la banda a tiempo completo: King of Fools y viejos sucesos (1997 – 1998)
Ganaron un inesperado éxito comercial en 1997 a raíz del lanzamiento de King of Fools, el primer álbum de estudio lanzado bajo su nuevo nombre. King of Fools con el tiempo recibió disco de platino y Delirious? se convirtió en uno de los nuevos grupos más destacados del Reino Unido llegando a ser denominados por la BBC Radio 1 como: "El secreto mejor guardado del pop". Del álbum Delirious? lanzó tres sencillos en la corriente principal - "White Ribbon Day", "Deeper" y "Promise". Tanto "Deeper" como "Promise" alcanzaron el número 20 teniendo este último difusión en la cadena MTV. El álbum también incluía "History Maker", una canción que con el tiempo se convertiría en uno de sus temas más populares. La canción fue tocada en casi todos sus conciertos y fue lanzada como un sencillo en 2010 teniendo gran éxito en las listas británicas. Durante el verano de 1997 Stew Smith y su esposa perdieron a su bebé en un aborto involuntario, siendo esta situación inspiración para la canción "Summer of Love" del EP ‘‘Deeper’’, una reedición del sencillo Deeper. El relanzamiento alcanzó el número 39 en las listas.
A finales de 1997 el grupo firmó con EMI y en 1998 firmaron con Virgin Group y Sparrow Records para la distribución en los Estados Unidos.
El éxito del álbum King of Fools permitió a Delirious? realizar su primera gira en el Reino Unido. La banda decidió recorrer el país sin ninguna banda de apoyo, en cambio invitaron a un DJ y utilizaron efectos visuales durante los conciertos. A finales de 1998 la banda lanzó su segundo disco en vivo D Tour 1997 Live At Southampton, el cual incluyó muchas canciones de su álbum debut King of Fools y otras de la época como Cutting Edge. Fue grabado en Southampton Guildhall en la noche final del ‘‘d:Tour’’.

### Segundo empuje en la corriente principal y de vuelta a los inicios: Mezzamorphis y Glo (1999 – 2000)
Después de una breve pausa en 1999 su segundo álbum Mezzamorphis alcanzó el número 25 en las listas de álbumes del Reino Unido y fue número 2 en la sección independiente. Durante este periodo la banda encontró resistencia por parte de la corriente principal debido a su etiqueta de ‘‘banda cristiana’’ a pesar de haber tenido buenas críticas en la prensa musical. Sin embargo el álbum fue dirigido a un público general haciendo que muchos fanes antiguos de Delirious? evitaran el álbum y afirmaran que el grupo se había vendido a los mercados principales.
El primer sencillo fue "See the Star", el cual alcanzó el puesto número 16 en el Reino Unido tras una aparición en el programa de televisión The Big Breakfast. La selección de la canción fue un poco controvertida ya que sin duda fue rítmicamente una de las más débiles del expediente. A finales de 1999 la banda edita un segundo sencillo "Gravity" el cual fue lanzado solo para los Estados Unidos. Gravity tuvo muy buena recepción entre el público norteamericano ocupando el puesto número 4 en las listas CCM y convirtiéndose en el tercer golpe radial después de "Deeper" y "See the Star". Al año siguiente en el 2000, la banda realiza un nuevo intento por posicionar el álbum en el Reino Unido para ello editan "It's OK", una canción que generó bastante controversia en los Estados Unidos a raíz de un malentendido en cuanto a la letra y que ocasionó que Mezzamorphis fuera retirado de algunas librerías cristianas; este, llegó al número 18 y representó una nueva decepción para la banda ya que no recibieron atención radial.
Resultó ser que Mezzamorphis no vendió lo que se esperaba, con ello la banda se encontró en medio de presiones y buscaban captar nuevamente la atención de sus primeros seguidores. A finales del 2000 lanzan un nuevo material Glo (abreviación de ‘‘gloria’’). El álbum marco el regreso de Delirious? hacia sus inicios y fue considerado por varios críticos como el mejor trabajo de la banda hasta la fecha e incluso el mejor del año 2000. Varias canciones de Glo ganaron una inmensa popularidad en el ámbito góspel, sobre todo la estruendosa guitarra de "My Glorious" y la más introspectiva "Jesus' Blood", además, la canción "Investigate" se convirtió regularmente en el tema de cierre de los conciertos de la banda. Glo recibió dos nominaciones a los premios Dove en las categorías «Best Modern Rock Song’» y «Best Short Form Music Video» por "God You Are My God" y "Everything" respectivamente. El éxito del proyecto aumento notablemente el público de Delirious? en los Estados Unidos, siendo también aquel año una de las bandas principales del Creation Fest.

### Tercer empuje en la corriente principal: Audio Lessonover? (2001 – 2002)
El Tercer intento de poner un álbum en los listados principales fue con Audio Lessonover? (un anagrama que significa ‘‘Radio One loves us’’) para muchos un álbum adelantado a su época, este fue lanzado en 2001. La temática principal del disco fue la resistencia de los medios británicos hacia Delirious? debido a su etiqueta de ‘‘banda cristiana’’. Para esta producción Delirious? trabajo con el conocido productor Chuck Zwicky quien con un sonido más despojado que los sonicamente capaces Mezzamorphis y Glo quería darle un atractivo más comercial a la banda. En este periodo se evidenciaron momentos bastante tensos dentro del grupo haciendo que las sesiones de grabación de Audio Lessonover? se extendieran más de lo esperado. El primer sencillo fue "Waiting for the Summer" el cual alcanzó el número 26 en las listas obstaculizado por una limitada difusión radial a pesar de la extensa promoción televisiva. Esto llevó a planificar lo que sería su segundo sencillo "Take Me Away", que finalmente no fue lanzado a nivel comercial.
|—Jon Thatcher, en relación con Audio Lessonover?|alineación=right|ancho=20%}}
El álbum recibió críticas menos favorables en comparación con sus anteriores tres discos y una vez más la banda recibía críticas por ‘‘venderse’’ para lograr el éxito en los mercados principales. Ese año el grupo realiza una gira de dos meses con Bon Jovi y Matchbox Twenty, además, se da el lanzamiento de un nuevo sencillo para la corriente principal titulado "I Could Sing of Your Love Forever", una canción grabada por primera vez en 1994 para el EP Cutting Edge Two; Este entró en las listas en el puesto 37 pero a mitad de semana bajo tres casillas para colocarse finalmente en el puesto número 40. Esta nueva versión de la canción fue incluida en el primer álbum recopilatorio de la banda titulado Deeper.
Un año más tarde en 2002, la banda lanzó un álbum recopilatorio en español titulado Libertad, este, incluía una serie de canciones tomadas de los EP Cutting Edge lanzados a principios de los década de los 90s. También Audio Lessonover? es reeditado y reformado como Touch para los Estados Unidos, quitando y poniendo algunas canciones y versiones nuevas. Su tercer álbum en vivo Access:D fue lanzado ese mismo año mostrando lo mejor de sus anteriores proyectos de estudio King Of Fools, Mezzamorphis, Glo y Audio Lessonover?.

### Trilogía (2003 – principios de 2008)

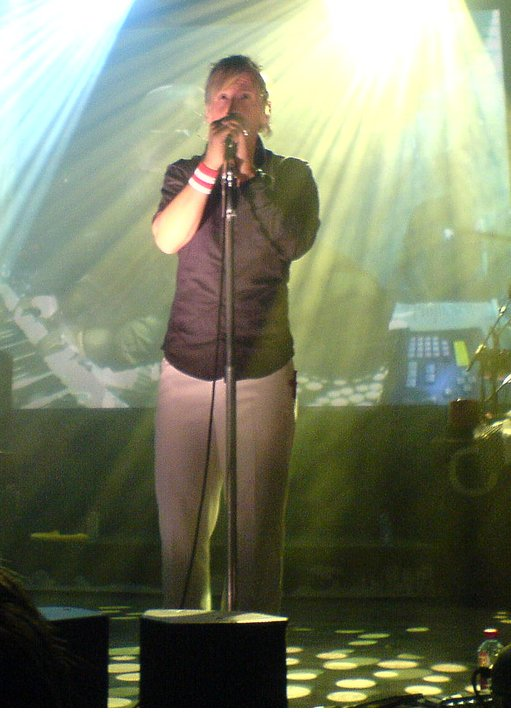
Martin Smith

En 2003 Delirious? lanzó World Service, el primero de lo que el guitarrista Stuart Garrard más tarde describiría como ‘‘una trilogía’’ debido al lanzamiento de futuros tres nuevos álbumes bajo una nueva dirección. Delirious? empezó su extensa promoción del álbum poniendo a disposición dos canciones a través del sitio web rock.net, "Majesty" y "Rain Down", las cuales acumularon más de 500.000 descargas después de seis meses. En 2004 la banda lanza tres sencillos únicamente para el mercado alemán, "Inside Outside", "Every Little Thing" y "Rain Down". Inside Outside vendió más de veinte mil copias y fue número 1 en la estación radial SWR3, siguiéndolo "Every Little Thing" que se ubicó en el puesto 2 del ranking al igual que Rain Down. Este álbum significó el mayor éxito para banda desde Glo, incluso la Revista NME en la cual fueron portada los catálogo como: "El mejor acto de rock cristiano de Gran Bretaña". En 2004 la banda es invitada a tocar en el New Pop Festival junto a The Rasmus y Maroon 5, además forman parte de un disco recopilatorio en tributo a U2, en el cual aportan con la canción "Pride (In the Name of Love)".
Su sexto álbum de estudio The Mission Bell fue lanzado en el Reino Unido en 2005. El proyecto recibió críticas muy positivas en, Jesus Freak Hideout y CrossRhythms: ‘‘Efectivamente sobrepasa los límites del rock cristiano’’, fueron algunos de los comentarios que destacaban el nivel musical del álbum, el cual fue inspirado durante las visitas de la banda a varios países de extrema pobreza. Para promocionar el álbum Delirious? lanza un sencillo en la corriente principal "Paint the Town Red", el cual se mantuvo dentro del Top 75 de las listas británicas. A finales de ese año siendo ya identificados con la consigna de llevar el mensaje de la cristiandad son invitados a participar en el mega evento de la Iglesia católica llamado ‘‘Día Mundial de la Juventud’’ en la ciudad de Köln, en Alemania, ante más de 1,5 millones de asistentes. Un año después en 2006 Delirious? lanza su primer DVD en vivo titulado Now Is the Time: Live at Chicago y realizan su primera gira en Latinoamérica pasando por Colombia, Brasil y Argentina. Al final del año The Mission Bell recibió una nominación a los Dove Awards en la categoría «Álbum rock contemporáneo del año», estatuilla que se llevó la banda Jars of Clay con Good Monsters.
En 2007 Delirious? paso la mayor parte del año en la grabación de su séptimo álbum de estudio Kingdom of Comfort con el productor Sam Gibson. El álbum fue lanzado internacionalmente en abril de 2008, y estratégicamente coincidió con el lanzamiento de la tercera versión de su sitio oficial.

### Disolución (mediados de 2008 – 2009)
Antes del lanzamiento de Kingdom of Comfort, el baterista Stew Smith había anunciado que se retiraría de la banda en abril de 2008. Smith hizo su última aparición en un concierto que tuvo lugar en la iglesia del ministerio Hillsong en Sídney, Australia. Su partida tuvo un gran impacto entre los integrantes de la banda que estuvo a punto de separarse en ese momento. Paul Evans se convirtió en el nuevo baterista de Delirious? en mayo del mismo año. Evans creció en la ciudad natal de la banda y ya había tocado previamente con Delirious? cuando Stew Smith no pudo hacer parte de una gira realizada por los Estados Unidos.
A las pocas semanas de la partida de Stew, Martin Smith compartió su deseo de abandonar Delirious?. Al respecto los miembros restantes del grupo contemplaron inicialmente la idea de buscar un nuevo vocalista, pero en cambio anunciaron a través de un comunicado de prensa en julio que Delirious? se tomaría un descanso indefinido a finales de 2009 con el fin de permitir a cada uno de sus integrantes emprender diferentes proyectos. Smith dijo que quería más tiempo para estar con su familia y dedicarse de lleno al proyecto Compassionart.
Sin embargo la banda anunció su intención de lanzar un nuevo sencillo "Love Will Find a Way", este entró en las listas británicas en el número 30 a finales de 2008, y se mantuvo en el Top 75 durante dos semanas más.
Su quinto álbum en vivo My Soul Sings: Live from Bogota, se grabó en Colombia durante ese año con poca disponibilidad técnica, este, fue lanzado en 2009.
Delirious? terminó su carrera realizando una gira de despedida en Europa que concluyó a finales de 2009, promocionando un álbum de grandes éxitos titulado History Makers: Greatest Hits. Realizaron su último concierto frente a una multitud en el Hammersmith Apollo de la ciudad de Londres el 29 de noviembre de 2009.

### Post – disolución (2010 – presente)
El último concierto fue filmado para un álbum en vivo, DVD y Blu-Ray titulado Farewell Show: Live in London. El mismo fue lanzado en abril de 2010. Previo al lanzamiento del álbum la banda editó un último sencillo, "History Maker" una canción grabada por primera vez en 1996 para su álbum debut King of Fools. Este llegó al número 3 y 21 en el iTunes Store, y al número 4 de la tabla oficial de sencillos del Reino Unido el 4 de abril de 2010. También alcanzó el puesto 1 en el UK Indie Chart, siendo la posición más alta de la banda en este conteo.
Varios miembros de Delirious? han comenzado a trabajar o han anunciado los proyectos que tienen en el futuro. El cantante Martin Smith ha emprendido una carrera como solista teniendo ya dos álbumes en el mercado.
El pianista Tim Jupp lanzó su propio festival realizado en West Sussex, Inglaterra, llamado ‘‘The Big Church Day Out’’. Delirious? Encabezó el evento en mayo de 2009 siguiéndolo Hillsong United, Switchfoot y TobyMac en 2010.
En 2010 el guitarrista Stu G y el bajista Jon Thatcher formaron una nueva banda llamada One Sonic Society. Con esta banda grabaron una serie de EPs y un álbum de estudio llamado Forever Reigns. Sin embargo Stu G ha comentado que piensa emprender una carrera en solitario. El también ha estado escribiendo y grabando con muchos artistas y ha sido acreditado en los álbumes A Beautiful Exchange de Hillsong Live y Until The Whole World Hears de Casting Crowns.
A pesar de todos estos nuevos proyectos Martin Smith dijo que la banda podría reunirse algún día.

## Influencias musicales
Musicalmente Delirious? ha citado como sus principales influencias a U2, Radiohead, Coldplay, Oasis y Manic Street Preachers, y otro gran número de artistas han citado a Delirious? como una de sus mayores influencias entre ellos Tim Hughes, Leeland y Matt Redman.

## Miembros de la banda

### Martin Smith
Martin James Smith es el vocalista de la banda. Es muy conocido por ser el compositor de algunas de las canciones más famosas de Modern Worship de los últimos años, incluyendo "I Could Sing of Your Love Forever", "Did You Feel The Mountains Tremble?" y "History Maker". Martin está casado con la hermana del bajista Jon Thatcher y tiene seis hijos.

### Stu G
Stuart David Garrard, más conocido por el nombre artístico de Stu G es el guitarrista y segundo compositor de Delirious?. Ha escrito muchas canciones para Delirious? entre ellas "Majesty" y "Sanctify". Su canción más famosa es probablemente "Majesty". Stu G es el único miembro no relacionado con los otros por sangre o matrimonio. Ha escrito canciones con Graham Kendrick, Tim Hughes y Casting Crowns. En un documental del DVD de Delirious? Now Is the Time: Live at Chicago, Martin Smith dijo: "Stu G, no se puede pensar en muchos guitarristas que sean mejores que él".
Durante muchos años, su guitarra preferida fue la Gibson Les Paul, aunque recientemente ha tocado con una Fender Telecaster, y, a veces con una Fender Stratocaster. También toca otros temas con una Gibson ES-135, un cuello Epiphone SG doble y un dúo Gretsch, así como una serie de guitarras acústicas. Su elección de amplificadores incluyen la mesa Boogie Dual Rectifier Tremoverb, el Revelador Gerlitz, el Marshall JTM 45, AD-30 de Orange, y un Vox AC-30. Sin embargo, en los Estados Unidos, sólo utiliza dos de los amplificadores, debido a las limitaciones de carga.

### Tim Jupp
Timothy Simon Jupp, es un músico que toca el piano para Delirious?. Tim Jupp conoció al vocalista Martin Smith mientras trabajan juntos en un estudio de grabación. Antes de eso, lanzó un disco instrumental titulado Hooked On Ismael.
Debido a la separación de la banda en 2009, Jupp decidió formar un festival de música góspel llamado ‘‘The Big Church Day Out’’, realizado anualmente en la ciudad de West Sussex, Inglaterra. El festival que fue inaugurado por Delirious? ha tenido bastante acogida en el medio contando con la participación de varios artistas populares incluyendo entre otros a TobyMac, Israel Houghton, Switchfoot, Newsboys, Hillsong United y Jars of Clay. Tim Jupp está casado con una de las hermanas del bajista Jon Thatcher y tienen cuatro hijos.

### Jon Thatcher
Jonathan David Thatcher es el bajista. Su implicación con la banda comenzó como vendedor de casetes al final de los conciertos Cutting Edge. Jon usa bajos Fender y amplificadores Ashdown.
Jon Thatcher era el miembro más joven de Delirious? (antes de que Paul Evans se uniera a ellos), cada una de sus tres hermanas se casó con un miembro de Delirious? (Martin Smith, Tim Jupp y Stew Smith). Jon está casado y tiene 3 hijos.

### Paul Evans
Paul Nathan Anderson Evans fue el último baterista de Delirious? a raíz de que Stewart Smith abandonara la banda. Desde la edad de 17 años ha sido músico. Paul creció en la ciudad natal de la banda. Anteriormente ya había tocado con Delirious? cuando Stewart Smith no pudo estar en una gira con la banda. Evans ocupa un lugar destacado como profesor de batería en el Drumm Music Academy de Londres.

## Antiguos miembros

### Stew Smith
Stewart John Smith también conocido como Stew Smith o Smeezer es el exbaterista de Delirious?, siendo parte de la banda desde 1996 hasta su retiro en 2009. Stew anunció el 1 de febrero de 2008 que dejaría la banda, su última actuación tuvo lugar el 27 de abril de 2008 en Sídney, Australia. El compite regularmente en eventos de triatlón.

## Confusión con el nombre
El signo de interrogación es parte del nombre oficial. En los primeros álbumes de la banda la ‘‘s’’ final antes del signo de interrogación se representaba con un 5. De acuerdo con el baterista Stew Smith esto ocurrió debido a que el teclado que usaban en ese momento no tenía la s y decidieron improvisar colocando un 5 de ahí reflejaron eso para el nombre de la banda ya que sus integrantes también eran 5. En algunos artículos el nombre de la banda aparece a menudo como Deliriou5?
El logo de la banda cambio en 1999 y el 5 fue sustituido finalmente por la s. Desde ese entonces el nombre de la banda siempre ha sido escrito en los álbumes como Delirious?. El nombre de la banda también fue consecuente con el nombre de la compañía discográfica Furious? y su editorial Curious?.

## Delirious? en vivo
Durante su trayectoria Delirious? toco en más de cuarenta países en todo el mundo. En el Reino Unido, tocaron en escenarios como el estadio de Wembley, el Hyde Park, el O2 Arena de Londres, el estadio Hampden Park de Glasgow, el Millennium Stadium en Cardiff, el Milton Keynes Bowl, el NEC Arena de Birmingham, además de una actuación en el escenario principal del Festival de Glastonbury de 1999. Tocaron con frecuencia en festivales como Greenbelt, y realizaron numerosas giras por todo el país. Delirious? también apoyo el tour de Bon Jovi, Matchbox 20 y Bryan Adams entre 2001 y 2002 en el Reino Unido. Antes de su disolución tocaron lo que se conoce como el primero de muchos conciertos exclusivos para fanes 'Living Room'. Uno de ellos fue en la embajada de Londres, en Mayfair, con un limita capacidad solo para un centenar de personas. Durante estas presentaciones la banda fue apoyada por Huey de los Fun Lovin 'Criminals.
Delirious? también toco en muchos eventos importantes en Europa. En 2004 encabezaron las justas olímpicas en la plaza Omonia de Atenas y en 2005 se presentaron ante una audiencia de 1,2 millones de personas en Colonia, Alemania.
También realizaron una extensa gira fuera de Europa. En 2006 volvieron a tocar ante 1,2 millones de personas, esta vez durante una gira de cuatro fechas en la India, ante más de 400.000 personas que asistieron en un día. En los EE. UU. tocaron en eventos como el ‘‘Acquire the Fire’’ (organizado por Teen Mania) y el ‘‘Spirit West Coast’’. En 2007, encabezaron su propia gira de veinticuatro fechas en todo el Reino Unido y realizaron apariciones en el Parachute Festival.

## Discografía

### Álbumes de estudio
- Kingdom of Comfort, 2008 [Furious?]
- The Mission Bell, 2005 [Furious?]
- World Service, 2003 [Furious?]
- Audio Lessonover?, 2001 [Furious?]
- Glo, 2000 [Furious?]
- Mezzamorphis, 1999 [Furious?]
- King of Fools, 1997 [Furious?]

### Álbumes en vivo
- Farewell Show: Live in London, 2010 [Kingsway]
- My Soul Sings: Live from Bogota, 2009 [Furious?]
- Now Is the Time: Live at Chicago, 2006 [Furious?]
- Access:D, 2002 [Furious?]
- D Tour 1997 Live At Southampton, 1998 [Furious?]
- Live and in the Can, 1996 [Furious?]

### Recopilatorios
- History Makers: Greatest Hits, 2009 [Furious?]
- Libertad, 2002 [Furious?]
- Deeper, 2001 [Furious?]
- Cutting Edge, 1993-1995 [Furious?]

### EP
- Deeper, 1997 [Furious?]

### Sencillos
| Año  | Sencillo                            | Posición | Posición      | Posición  | Posición | Álbum                         |
| Año  | Sencillo                            | UK       | Cross Rhythms | GER (SWR) | US (CCM) | Álbum                         |
| ---- | ----------------------------------- | -------- | ------------- | --------- | -------- | ----------------------------- |
| 1997 | "White Ribbon Day"                  | 41       | —             | —         | —        | King of Fools                 |
| 1997 | "Deeper"                            | 20       | —             | —         | —        | King of Fools                 |
| 1997 | "Promise"                           | 20       | —             | —         | —        | King of Fools                 |
| 1999 | "See the Star"                      | 16       | 36            | —         | 7        | Mezzamorphis                  |
| 1999 | "Gravity"                           | —        | —             | —         | 4        | Mezzamorphis                  |
| 2000 | "It's OK"                           | 18       | 19            | —         | —        | Mezzamorphis                  |
| 2001 | "Waiting for the Summer"            | 26       | 51            | —         | —        | Audio Lessonover?             |
| 2001 | "Take Me Away"                      | —        | 84            | —         | —        | Audio Lessonover?             |
| 2001 | "I Could Sing of Your Love Forever" | 40       | 7             | —         | —        | Deeper                        |
| 2004 | "Inside Outside"                    | —        | —             | 1         | —        | World Service                 |
| 2004 | "Every Little Thing"                | —        | 40            | 2         | —        | World Service                 |
| 2005 | "Rain Down"                         | —        | 7             | 2         | 18       | World Service                 |
| 2005 | "Paint the Town Red"                | 56       | 19            | —         | —        | The Mission Bell              |
| 2008 | "Love Will Find a Way"              | 55       | —             | —         | —        | Kingdom of Comfort            |
| 2010 | "History Maker"                     | 4        | —             | —         | —        | History Makers: Greatest Hits |